# Manley (motorfiets)
Manley is een historisch motorfietsmerk.
De Britse technicus G.E. Manley ontwikkelde een tweecilinder tweetakt-boxermotor zonder drijfstangen, maar met een stang die beide zuigers verbond. In een vierkant glijstuk zat een gat waarmee de stang verbonden was. Bij elke halve omwenteling van de nokkenas verplaatste dit glijstuk zich. De motor had een cilinderinhoud van 450 cc en leverde 20 pk, maar werd nooit in serie geproduceerd.